# Dreifaltigkeitssäule (Olmütz)
e 35 Meter hohe barocke Dreifaltigkeitssäule (tschechisch Sloup Nejsvětější Trojice) wurde von 1716 bis 1754 in der mährischen Stadt Olmütz als Dank für das Erlöschen der Pest von 1716 errichtet.
Im Jahre 2000 wurde die Säule unter der Referenznummer 859 in die UNESCO-Liste des Weltkultur- und Naturerbes der Menschheit aufgenommen.

## Geschichte
Der Plan für die Errichtung einer Pestsäule auf dem Oberen Platz in Olmütz, mit deren Bau im Jahre 1716 begonnen wurde, geht auf den Steinmetz Wenzel Render zurück. Nach seinem Tod wurden die Arbeiten von Franz Thoneck, Johann Wenzel Rokický und Augustin Scholtz fortgesetzt.
Die Bildhauerarbeiten wurden zunächst von Phillip Sattler und dann nach seinem Tod von Andreas Zahner durchgeführt. Die vergoldete Figurengruppe der Dreifaltigkeit auf der Spitze der Säule schuf der Goldschmied Simon Forstner. Somit waren am Bau der Säule ausschließlich Olmützer Künstler beteiligt.
Die feierliche Weihe der Säule, an der die böhmische Königin Maria Theresia und deren Gatte Franz I. Stephan von Lothringen teilnahmen, fand am 9. September 1754 statt.
Im Jahre 1758, während der Belagerung der Stadt durch die Preußen, wurde die Dreifaltigkeitssäule durch Artilleriefeuer beschädigt. Daran erinnert heute die goldene Nachbildung einer Kanonenkugel im oberen Teil der Säule.

## Architektur
Die Dreifaltigkeitssäule wurde mit drei Höhenebenen auf einem kreisförmigen Plateau mit einem Durchmesser von etwa 15 Metern errichtet. Die Säule wird von den Reliefs der 12 Apostel und der Theologischen Tugenden und 18 überlebensgroße Heiligenfiguren geschmückt, darunter die böhmischen Landesheiligen Johannes Nepomuk, Adalbert von Prag und Wenzel von Böhmen sowie die Slawenapostel Kyrill und Method.
Auf der Spitze der Säule befindet sich eine vergoldete Darstellung der Dreifaltigkeit und darunter der Erzengel Michael.
Eine weitere vergoldete Figurengruppe an der Frontseite der Säule stellt Mariä Himmelfahrt dar.
Nach der Begründung der UNESCO für die Verleihung des Welterbetitels stellt die Pestsäule eines der außergewöhnlichsten Beispiele für den Höhepunkt des mitteleuropäischen Barocks in Form des „Olmützer Barocks“ dar.

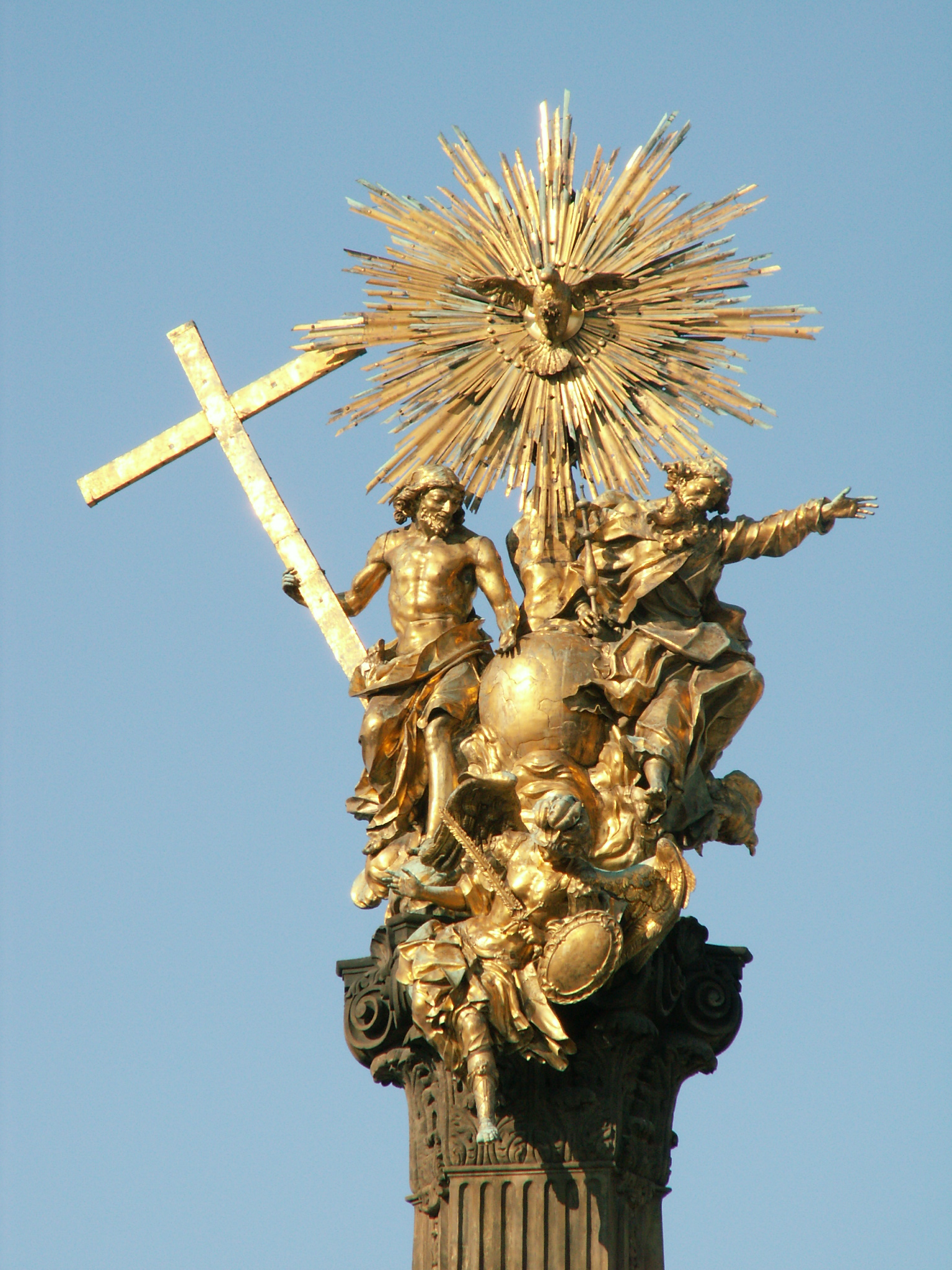
Darstellung der Dreifaltigkeit
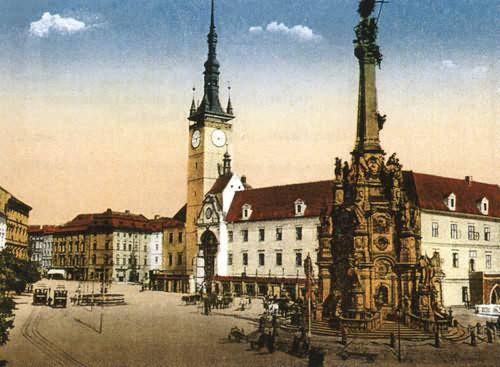
Historische Ansicht der Dreifaltigkeitssäule
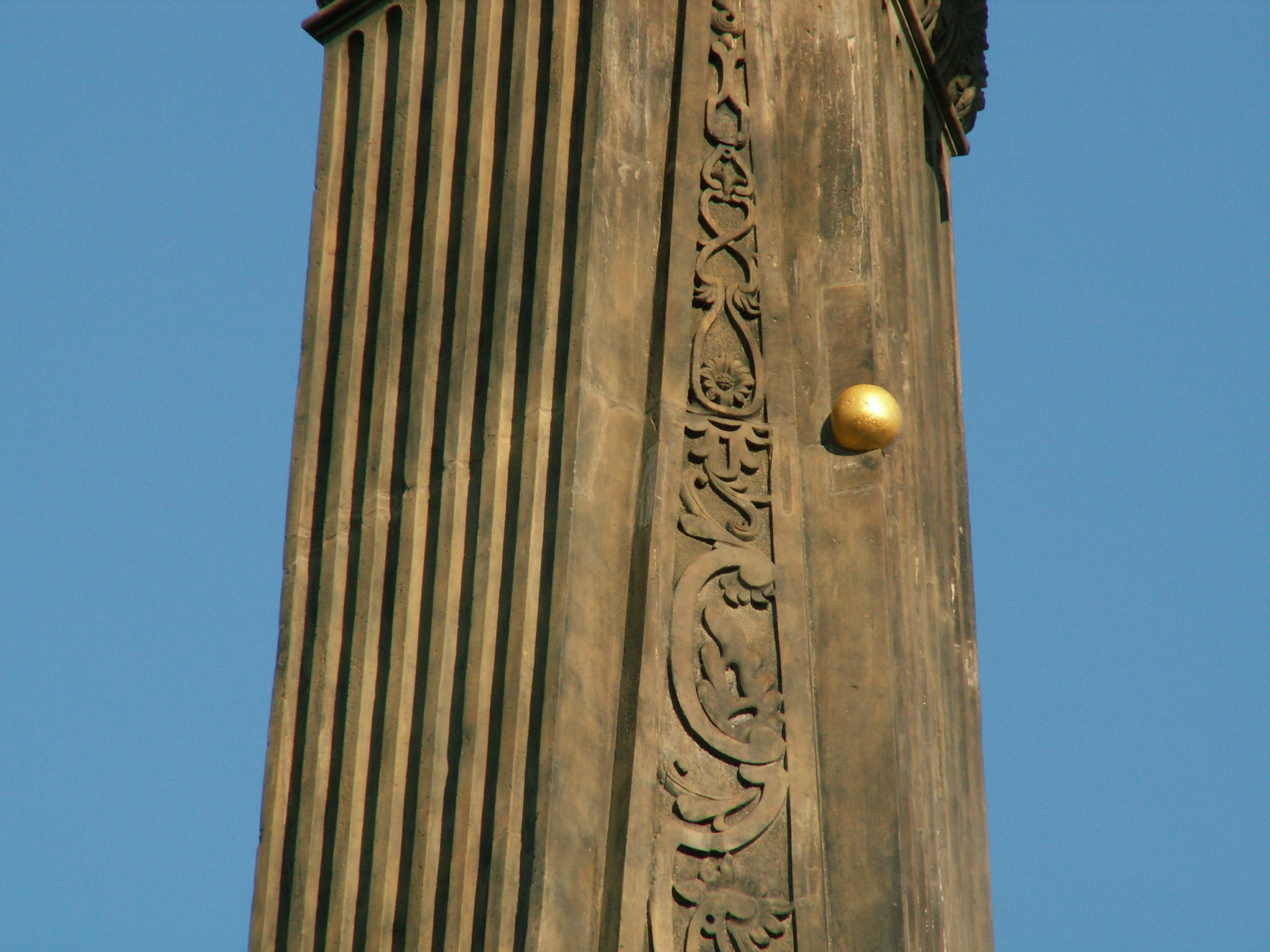
Goldene Nachbildung einer Kanonenkugel
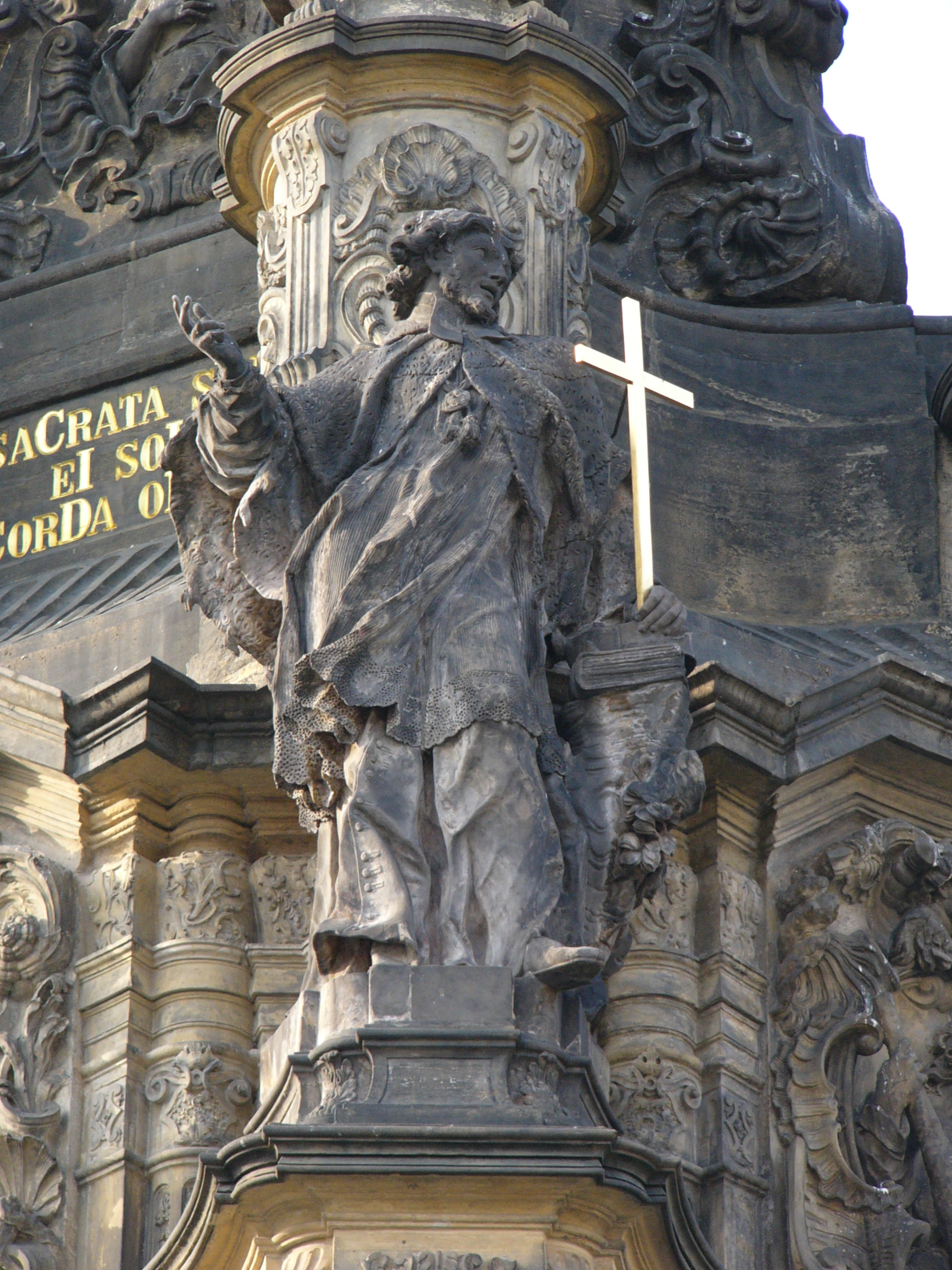
Statue des Johannes Nepomuk